# Pavilhão Gimnodesportivo de Sesimbra
O Pavilhão Gimnodesportivo de Sesimbra é um pavilhão gimnodesportivo localizado na vila de Sesimbra, em Portugal. Localizado junto ao Estádio Vila Amália, é a atual sede do Grupo Desportivo de Sesimbra, sendo a casa das suas modalidades.
Foi inaugurado oficialmente em 22 de abril de 1977, com a presença de diversas figuras e instituições. A inauguração foi assinalada com um Sarau de Ginástica que contou com a exibição de algumas centenas de ginastas das classes mais representativas do Ginásio Clube Português e, em 4 de junho de 1977, ainda dentro das manifestações de todas as modalidades desportivas que ficaram a marcar a inauguração, o Instituto dos Pupilos do Exército ofereceu também à população de Sesimbra um Sarau com diversos ginastas.
Muitos foram os sesimbrenses, desde particulares a empresários, passando pelos pescadores e entidades oficiais que, de uma maneira ou de outra, contribuíram para a construção da infraestrutura.
Para além das modalidades do Grupo Desportivo de Sesimbra, já foi utilizado também como recinto de estágios da seleção portuguesa de hóquei em patins.
Além da sua função desportiva, o pavilhão também é utilizado em eventos culturais, tendo no seu interior um salão de festas apto para este tipo de eventos, o Salão de Festas Coronel Joaquim Pinto Braz, primeiro presidente do Grupo Desportivo de Sesimbra. Este salão de festas é habitualmente a mesa de voto da freguesia de Santiago para as eleições.